# Sphyraena
Barracudas, Bécunes, Sphyrènes
« Barracuda » redirige ici. Pour les autres significations, voir Barracuda (homonymie).
Famille
Genre
Sphyraena est un genre de poissons, communément appelés barracudas, bécunes ou sphyrènes, de la famille monotypique des Sphyraenidae. Ce genre regroupe entre 18 et 20 espèces de poissons prédateurs réparties dans les eaux tropicales et subtropicales.

## Caractéristiques

Femme transportant un barracuda à Madagascar.

Ce sont de grands poissons tropicaux et subtropicaux, dont on trouve des espèces dans tous les principaux bassins océaniques. Le corps est fuselé, ce qui leur permet des pointes de vitesse importantes. La bouche est grande avec une mâchoire inférieure prognathe (plus longue que la supérieure), et des dents acérées, disposées en lame de scie. La mâchoire supérieure n'est pas protractile, ce qui est une apomorphie permettant de se nourrir de proies plus coriaces. La ligne latérale est bien développée, et les peignes branchiaux vestigiaux. Les nageoires pectorales sont implantées assez bas, et la dorsale est divisée en deux : la première contient cinq épines, et la seconde une épine et six rayons mous. Les vertèbres sont au nombre de 24. 
Ce sont des prédateurs voraces d'autres poissons et de céphalopodes, pouvant parfois blesser des humains. La reproduction a lieu en pleine mer, en bancs. Plusieurs espèces sont pêchées pour le commerce ou dans le cadre de la pêche au gros, mais peuvent être rendues toxiques par des infections à la ciguatera. 
La plus grande espèce, Sphyraena afra, peut atteindre 205 cm et peser 50 kg. Les bécunes se distinguent du grand Barracuda par l'absence de taches noires sur l'arrière du corps, comme sur la photo ci-contre d'un « vrai » Barracuda.  Le grand barracuda (Sphyraena barracuda) se distingue aussi par l'odeur forte caractéristique de son mucus, ainsi que des dents encore visibles lorsque la mâchoire est fermée.

## Liste des espèces
| Selon FishBase et World Register of Marine Species (15 décembre 2015) : - genre Sphyraena Artedi, 1793 - Sphyraena acutipinnis Day, 1876 - Sphyraena afra Peters, 1844 - Bécune guinéenne - Sphyraena argentea Girard, 1854 - Bécune argentée - Sphyraena barracuda (Edwards, 1771) - Grand barracuda - Sphyraena borealis DeKay, 1842 - Sphyraena chrysotaenia Klunzinger, 1884 - Bécune obtuse - Sphyraena ensis Jordan & Gilbert, 1882 - Sphyraena flavicauda Rüppell, 1838 - Barracuda queue jaune - Sphyraena forsteri Cuvier, 1829 - Sphyraena guachancho Cuvier, 1829 - Petit barracuda à bande dorée ou Bécune guachanche - Sphyraena helleri Jenkins, 1901 - Sphyraena iburiensis Doiuchi & Nakabo, 2005 - Sphyraena idiastes Heller & Snodgrass, 1903 - Sphyraena japonica Bloch & Schneider, 1801 - Sphyraena jello Cuvier, 1829 - Sphyraena lucasana Gill, 1863 - Sphyraena novaehollandiae Günther, 1860 - Sphyraena obtusata Cuvier, 1829 - Sphyraena picudilla Poey, 1860 - Sphyraena pinguis Günther, 1874 - Sphyraena putnamae Jordan & Seale, 1905 - Sphyraena qenie Klunzinger, 1870 - Sphyraena sphyraena (Linnaeus, 1758) - Bécune européenne, Spet ou Barracuda méditerranéen - Sphyraena tome Fowler, 1903 - Sphyraena viridensis Cuvier, 1829 - Barracuda à bouche jaune ou Bécune bouche jaune, - Sphyraena waitii Ogilby, 1908 | Selon ITIS (15 décembre 2015) : - genre Sphyraena Artedi in Röse, 1793 - Sphyraena acutipinnis Day, 1876 - Sphyraena afra Peters, 1844 - Sphyraena africana Gilchrist & Thompson, 1909 - Sphyraena argentea Girard, 1854 - Sphyraena barracuda (Edwards in Catesby, 1771) - Sphyraena borealis DeKay, 1842 - Sphyraena chrysotaenia Klunzinger, 1884 - Sphyraena ensis Jordan & Gilbert, 1882 - Sphyraena flavicauda Rüppell, 1838 - Sphyraena forsteri Cuvier in Cuvier & Valenciennes, 1829 - Sphyraena guachancho Cuvier in Cuvier & Valenciennes, 1829 - Sphyraena helleri Jenkins, 1901 - Sphyraena idiastes Heller & Snodgrass, 1903 - Sphyraena japonica Bloch & Schneider, 1801 - Sphyraena jello Cuvier in Cuvier & Valenciennes, 1829 - Sphyraena lucasana Gill, 1863 - Sphyraena nigripinnis Temminck & Schlegel, 1843 (accepté comme Sphyraena qenie par WoRMS) - Sphyraena novaehollandiae Günther, 1860 - Sphyraena obtusata Cuvier in Cuvier & Valenciennes, 1829 - Sphyraena pinguis Günther, 1874 - Sphyraena putnamae Jordan & Seale, 1905 - Sphyraena qenie Klunzinger, 1870 - Sphyraena sphyraena (Linnaeus, 1758) - Sphyraena tome Fowler, 1903 - Sphyraena viridensis Cuvier in Cuvier & Valenciennes, 1829 - Sphyraena waitii Ogilby, 1908 |

Selon Paleobiology Database (16 février 2019) :
- † Sphyraena bolcensis Agassiz, 1844

### Liste complémentaire
- † Sphyraena olisiponensis Jonet, 1967

## Illustrations

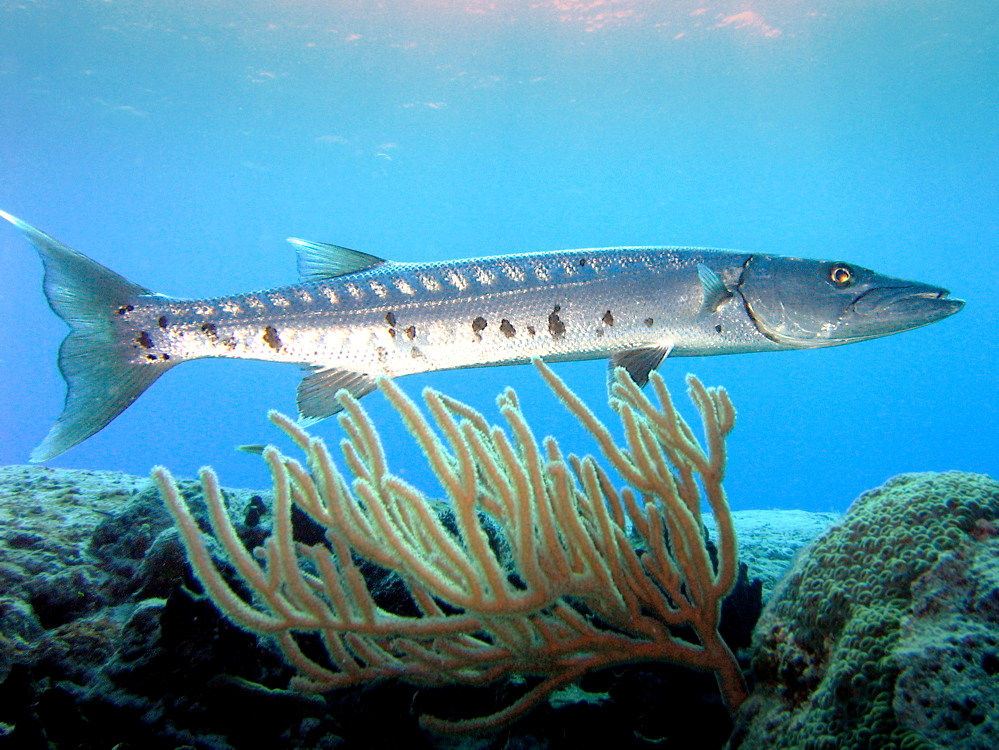
Sphyraena barracuda
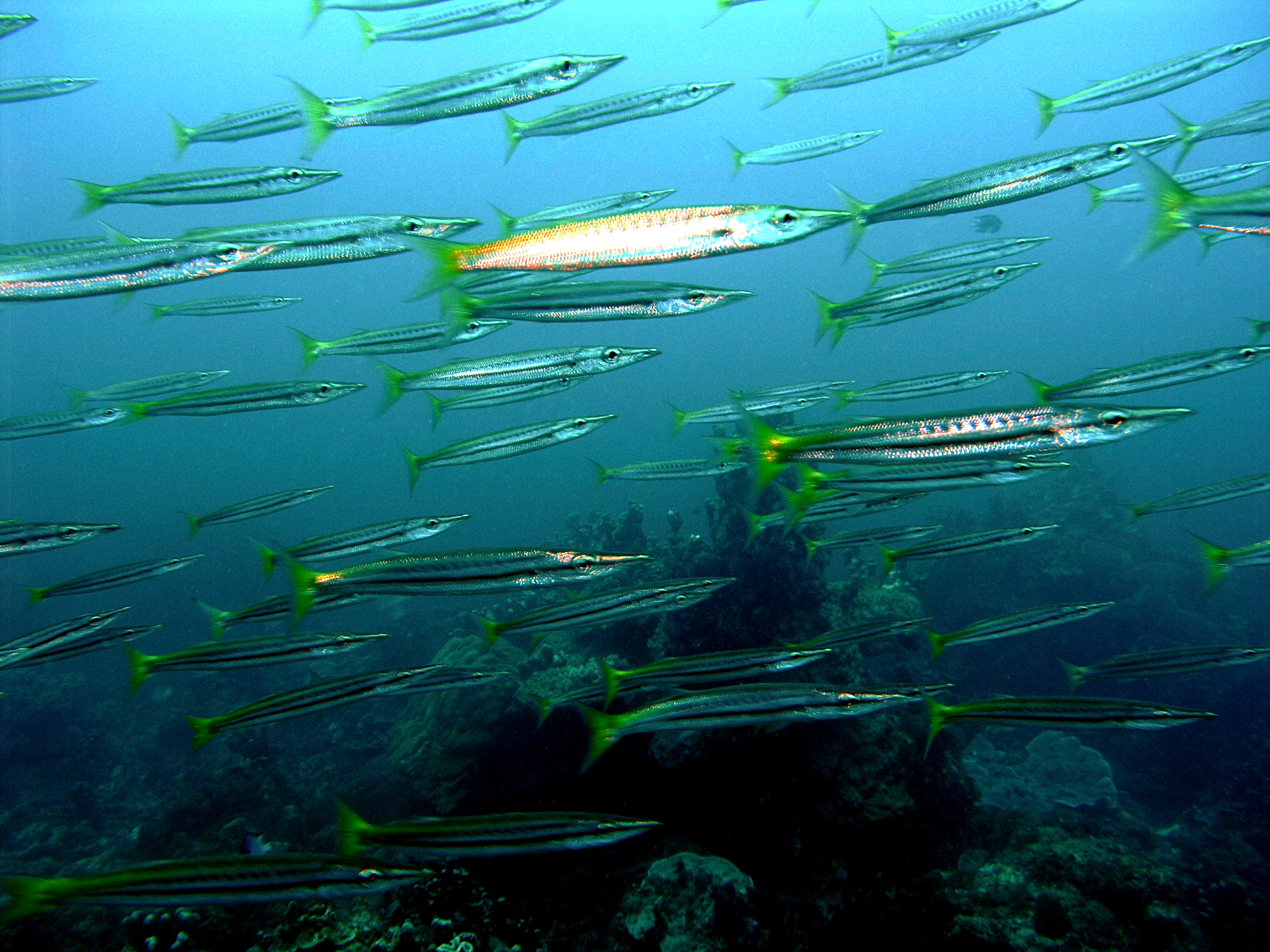
Sphyraena flavicauda
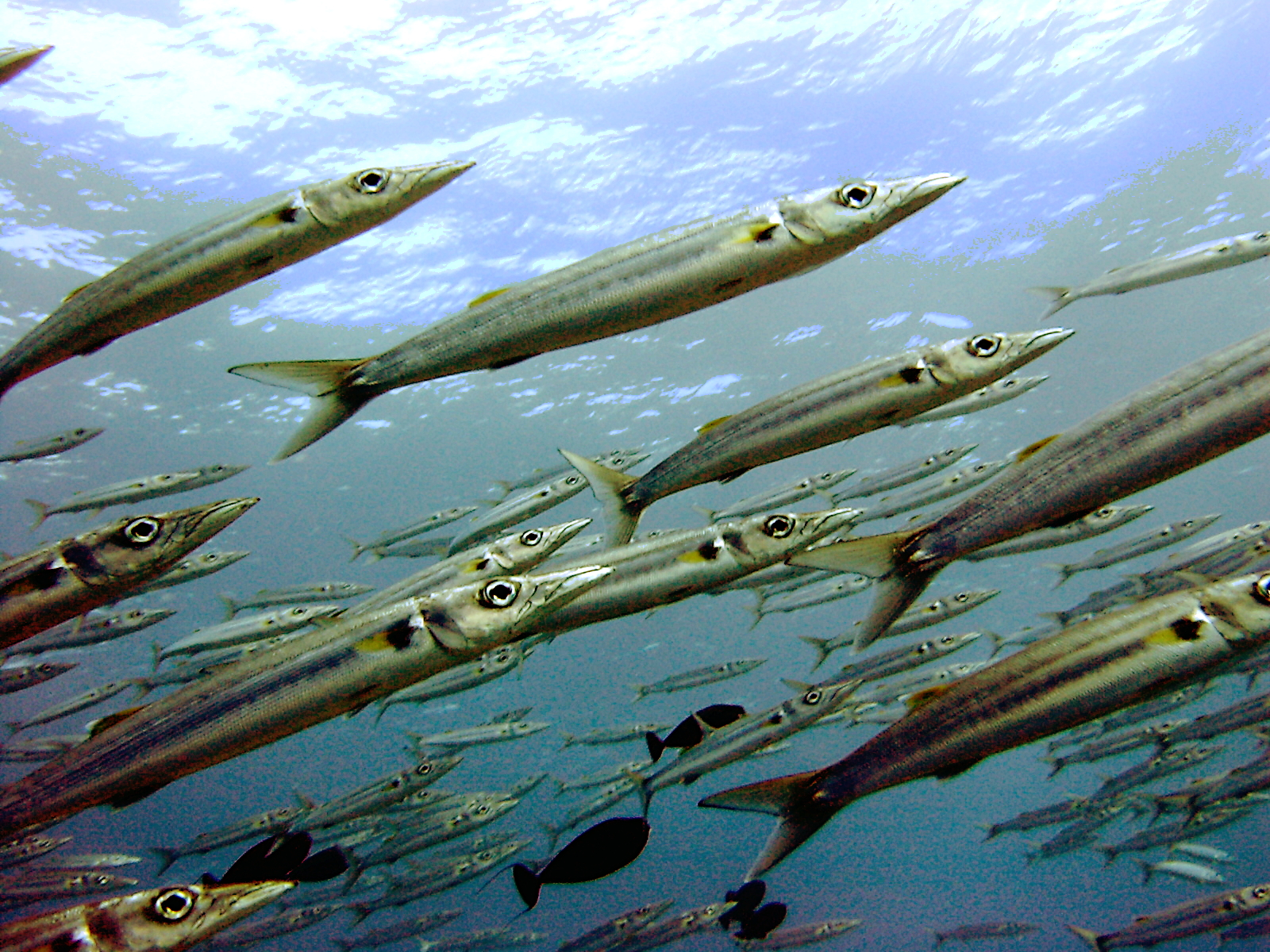
Sphyraena forsteri
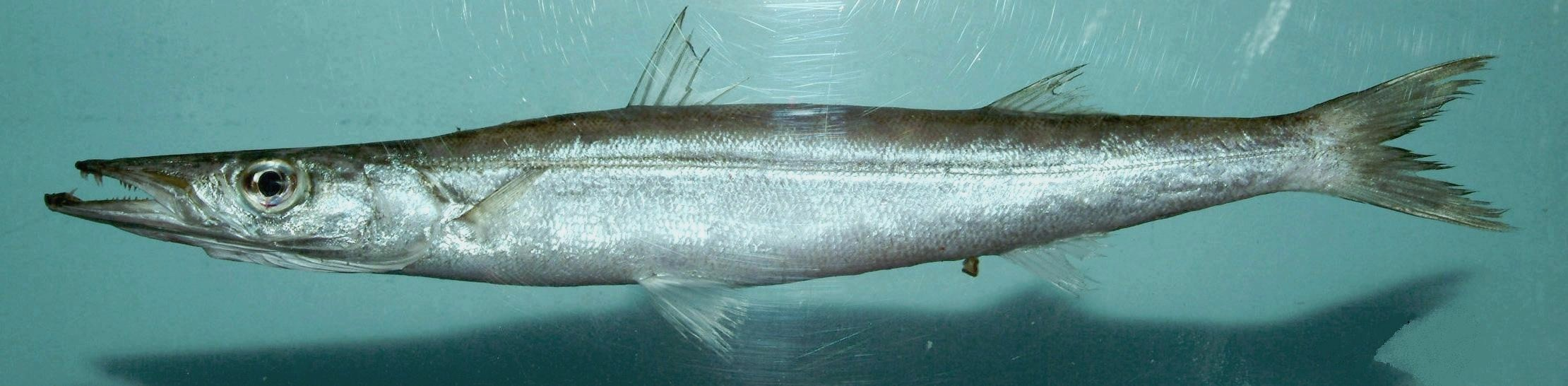
Sphyraena guachancho
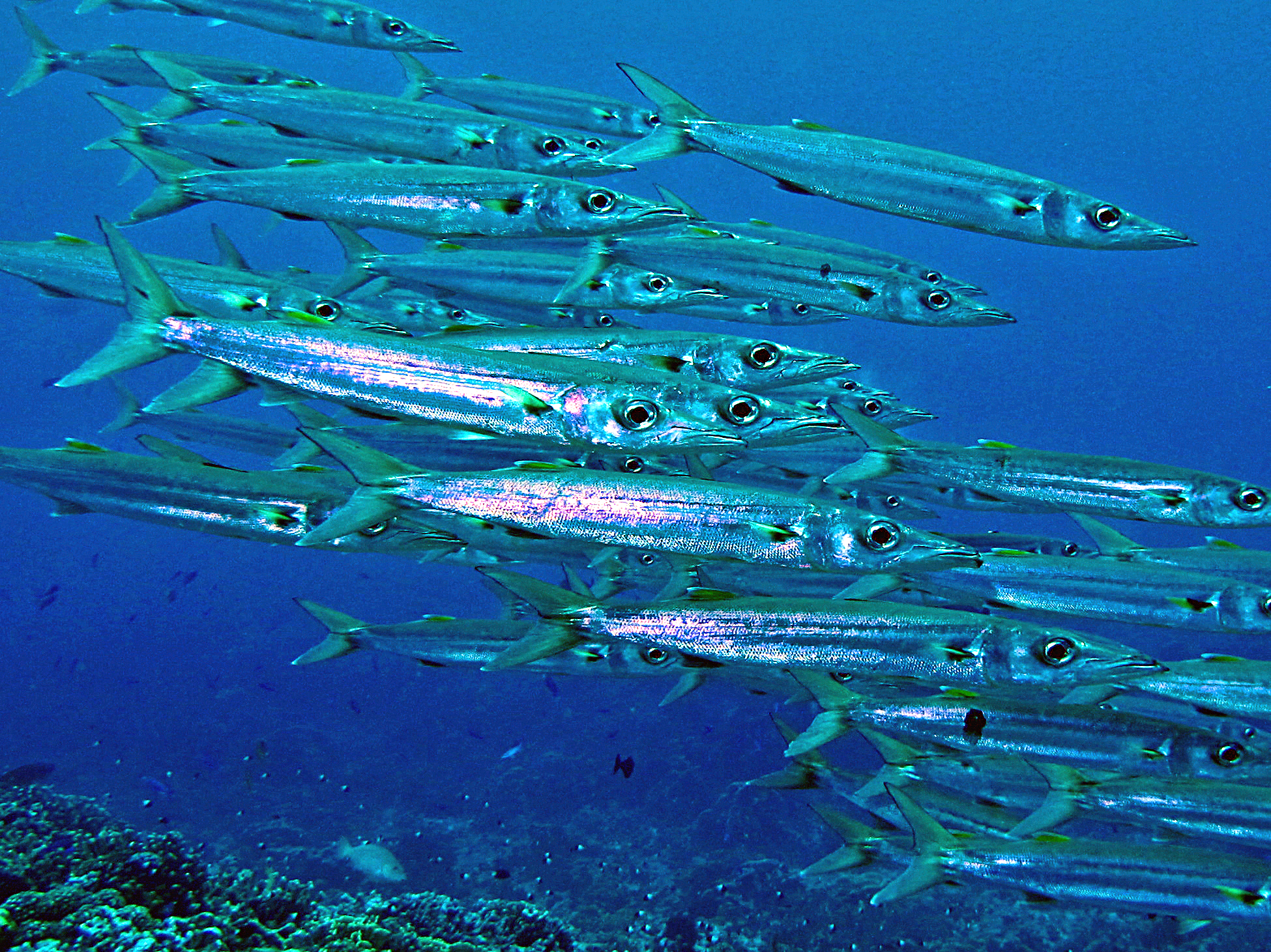
Sphyraena helleri
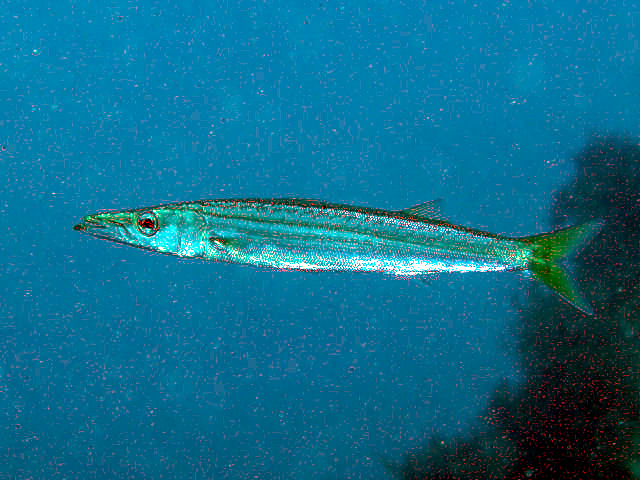
Sphyraena japonica
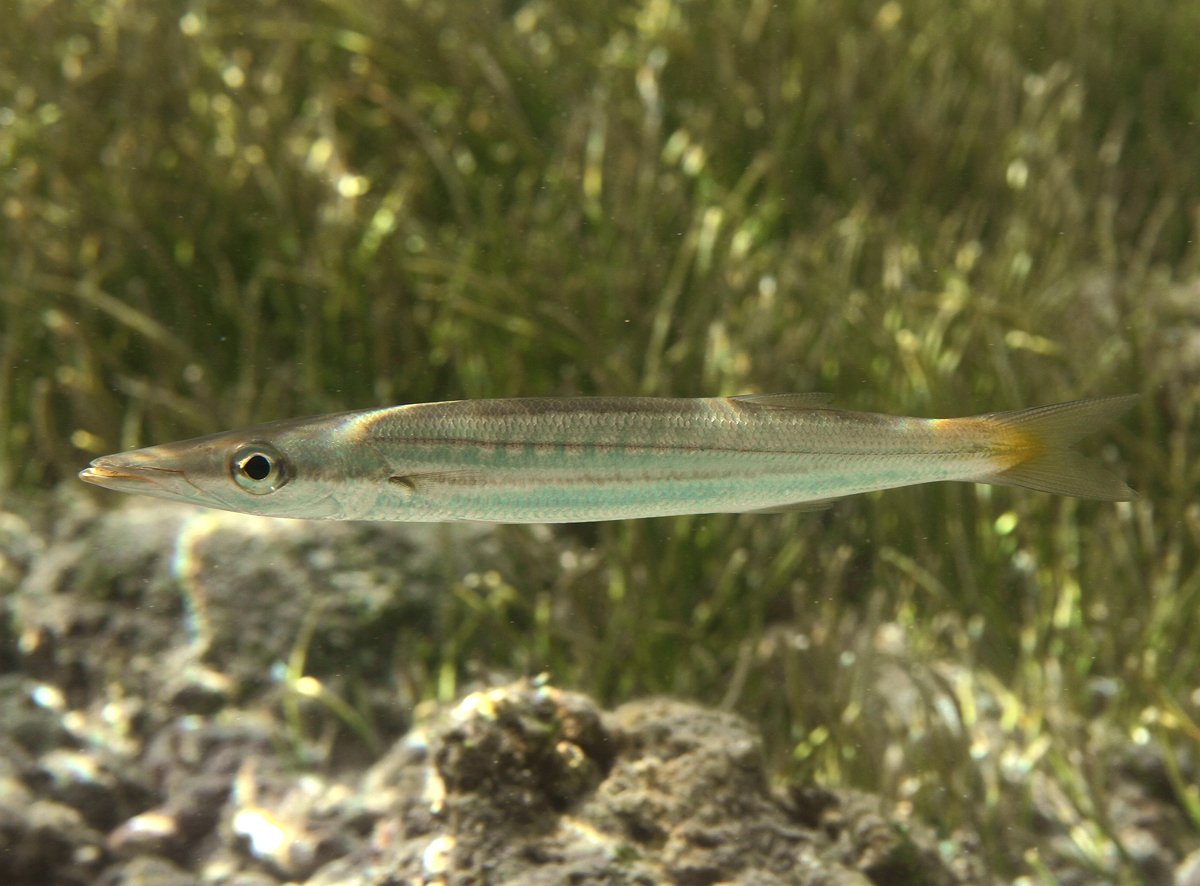
Sphyraena obtusata
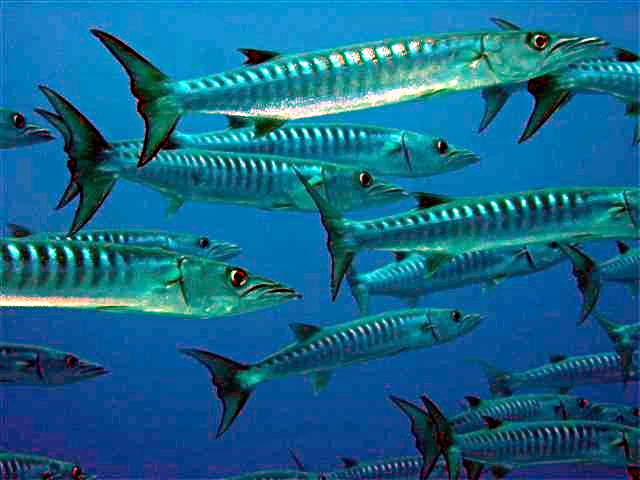
Sphyraena putnamae ou Barracuda à dents de scie[12].
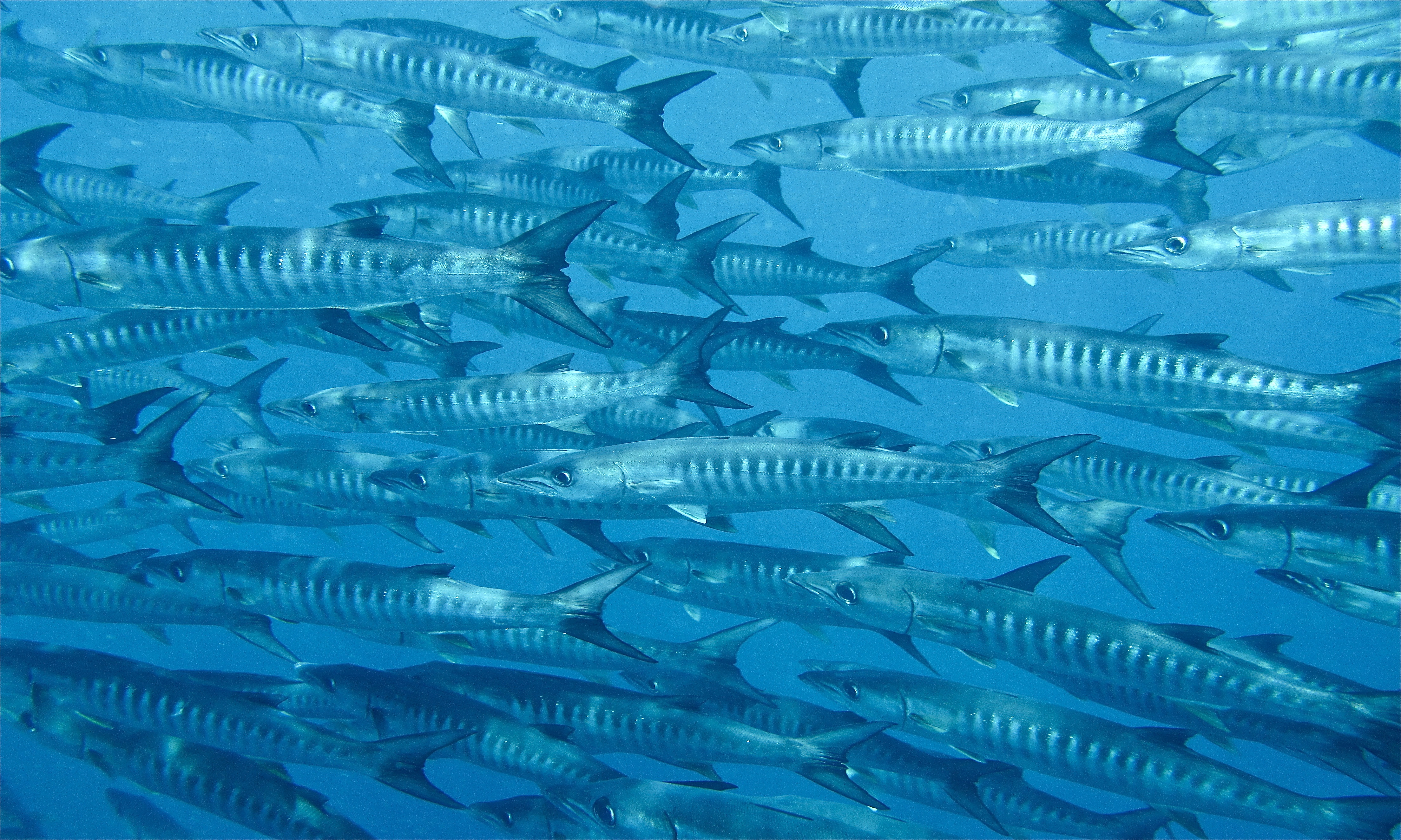
Sphyraena qenie ou Barracuda à nageoires noires [13].
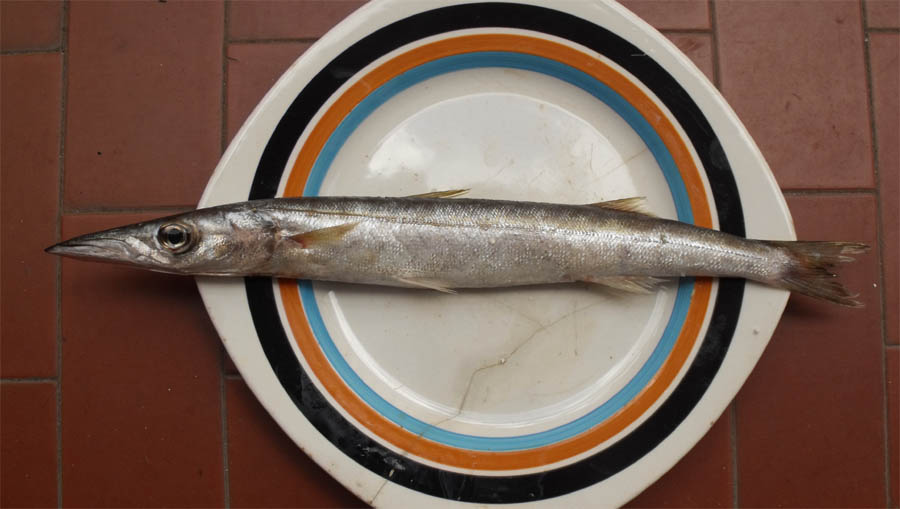
Sphyraena sphyraena
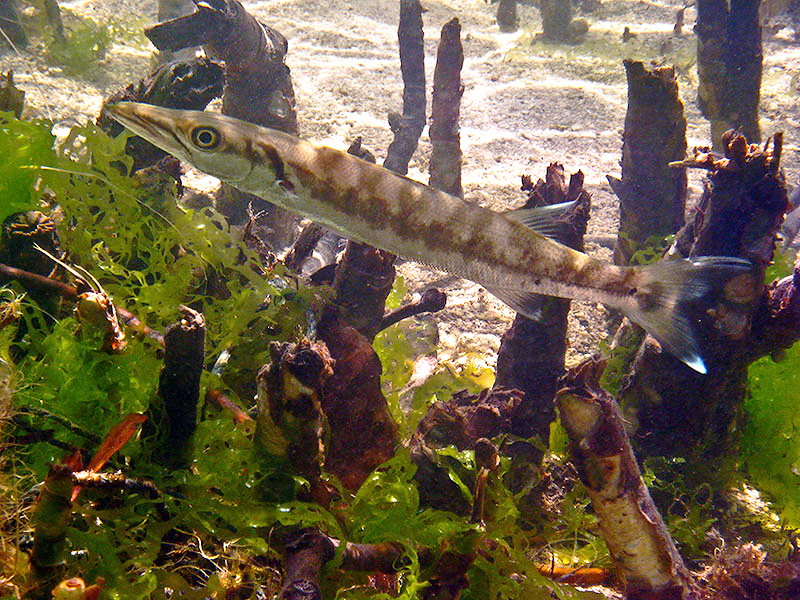
Sphyraena jello ou Barracuda jello
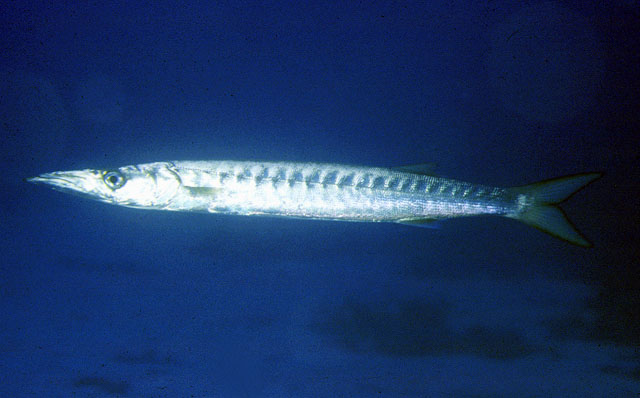
Sphyraena viridensis

## HomoplasieduBrochet
Contrairement à la croyance populaire et à l'apparence, le barracuda n'est pas dans la même famille que le brochet, auquel il n'est d'ailleurs pas du tout apparenté. C'est un exemple d'évolution convergente.